# 파이프 공작부인 프린세스 로열 루이즈
파이프 공작부인 프린세스 로열 루이즈(영어 : Louise, Princess Royal, 1867년 2월 20일 ~ 1931년 1월 4일)는 에드워드 7세와 덴마크의 알렉산드라 사이에서 장녀로 태어났으며, 스코틀랜드의 귀족인 제1대 파이프 공작 알렉산더 더프와 결혼한 이후에는 파이프 공작부인이라는 칭호도 받게 되었다.

## 생애
그녀는 에드워드 왕세자(후의 에드워드 7세)와 알렉산드라 왕세자비 사이에서 장녀로 태어났다. 그녀의 아버지인 에드워드 7세가 즉위하기 이전에, 선대 프린세스 로열인 독일 황후, 프로이센 왕비 빅토리아가 먼저 사망하면서, 프린세스 로열의 칭호를 받을 권리를 얻었으며, 에드워드 7세가 즉위하자 그녀는 프린세스 로열이 되었다.
알렉산드라 왕비는 딸들의 결혼을 별로 찬성하지 않았다. 특히 자신의 모국인 덴마크 왕국으로부터 슐레스비히와 홀슈타인을 빼앗은 독일계 국가들과의 결혼은 결단코 반대하였다. 결국 스코틀랜드의 귀족인 제5대 파이프 백작 제임스 더프의 아들인 제6대 파이프 백작 알렉산더 더프가 공주의 결혼감으로 정해졌고, 1889년 7월 27일 둘은 결혼한다. 이후 빅토리아 여왕은 더프가를 백작가에서 공작가로 승격시켜주며, 더프 가문의 후계자는 맥더프 후작 작위를 사용할 수 있도록 허락해준다.
원래 영국에서는 국왕의 딸과 그 아들의 딸, 또는 추정상속인인 공주의 딸만이 영국의 공주 (Princess of United Kingdom) 작위를 받을 자격이 있지만, 에드워드 7세의 특명에 의하여 그녀의 두 딸은 저하 (Her Highness)라는 경칭과 영국의 공주 (Princess of United Kingdom) 작위를 하사받는다. 그러나, 루이즈의 오빠인 웨일스 공 조지는 이를 맘에 들어하지 않아 알렉산드라 공주는 영국의 왕자인 코넛 공자 아서와 결혼하기 전까지, 모드 공주는 평생 공주로 대우하지 않았다.

### 말년
그녀의 가족은 이집트로 잠시 여행을 가는데, 알렉산더 더프는 감기가 악화되어 사망한다. 이후 파이프 공작이 된 알렉산드라 공주는 영국 왕자인 코넛 공자 아서와 결혼하였고, 차녀인 모드 공주는 스코틀랜드계 귀족인 제11대 사우세스크 백작 찰스 카네기와 결혼한다. 이후 루이즈는 1931년 1월 4일 런던에서 사망한다.

## 직함
- 1867년 2월 20일 ~ 1889년 6월 27일: 웨일스 공녀 루이즈 전하
- 1889년 6월 27일 ~ 1889년 6월 29일: 파이프 백작 부인 루이즈 공녀 전하
- 1889년 6월 29일 ~ 1901년 1월 22일: 파이프 공작 부인 루이즈 공녀 전하
- 1901년 1월 22일 ~ 1905년 11월 9일: 파이프 공작 부인 루이즈 공주 전하
- 1905년 11월 9일 ~ 1931년 1월 4일: 파이프 공작 부인 프린세스 로열 전하

## 자녀
루이즈는 알렉산더 더프와의 사이에서 1남 2녀를 두었으나, 아들은 사산되었다. 부부 사이에 아들이 없었으므로 장녀인 알렉산드라가 파이프 공위를 계승하였다.
- 맥더프 후작 알라스테어 더프(사산)
- 알렉산드라
- 모드